# Matelea sanojana
Matelea sanojana är en oleanderväxtart som beskrevs av Krings och Morillo. Matelea sanojana ingår i släktet Matelea och familjen oleanderväxter. Inga underarter finns listade i Catalogue of Life.